# Danse macabre (Efteling)
Pour les articles homonymes, voir Danse macabre (homonymie).
Danse macabre est une attraction d'Efteling qui doit son nom au poème symphonique Danse macabre de Camille Saint-Saëns. L'attraction est située dans la zone thématique Anderrijk et remplace Spookslot (Le Château hanté en français). Danse macabre ouvre officiellement au public le 31 octobre 2024.

## Technique
L'attraction intérieure, un Dynamic motion stage, utilise un grand plateau tournant d'un diamètre de dix-huit mètres. Sur le grand plateau tournant se trouvent six petits plateaux tournants surmontés de six stalles de chœur, qui servent de sièges aux passagers. Le concepteur de ce système est Intamin. L'attraction fonctionne comme un manège de type tasse, où le plateau tournant peut également s'incliner et se déplacer verticalement. Cela donne également aux visiteurs une vue sur des décors qui ne sont pas visibles depuis le rez-de-chaussée. La capacité est de 108 personnes par tour. Le débit est de 1 250 passagers par heure. Lorsque l'attraction est en fonctionnement, de la chaleur est dégagée. Cette chaleur est collectée et utilisée à d’autres fins dans le parc d’attractions.
Danse macabre se situe dans la section Anderrijk du parc. Appelé en français « Royaume alternatif » ou encore « Royaume de l'étrange », il occupe la partie méridionale du parc. Cette partie est celle des mondes parallèles et mystérieux. L'attraction et ses environs, ainsi que les points de restauration, les toilettes et la boutique de souvenirs, s'étendent sur 17 000 m2, pour un investissement initial de 25 000 000 €, avant de grimper à plus de 35 000 000 €,,.

## Inspiration

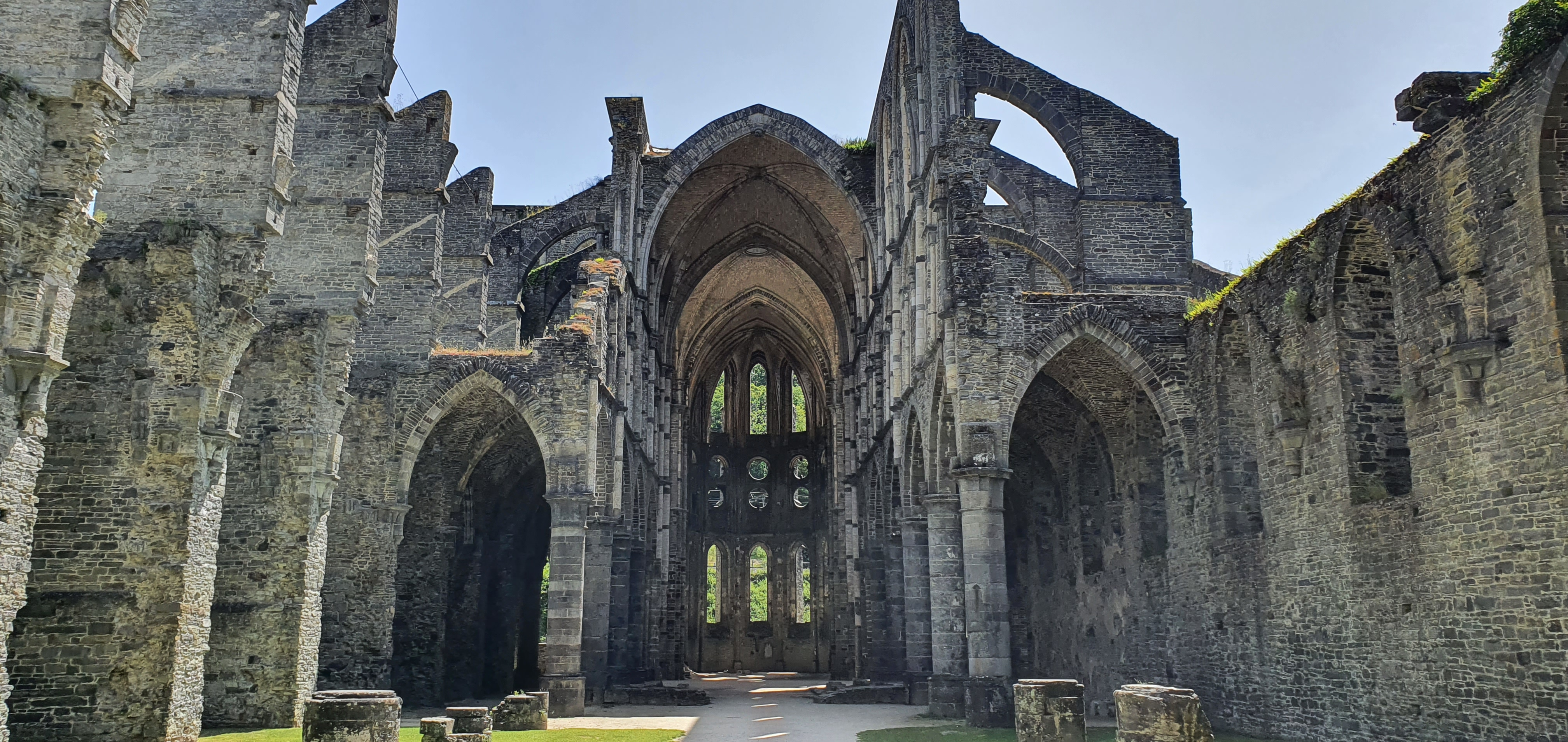
L'abbaye de Villers est une source d'inspiration pour l'équipe de conception.

Pour s'inspirer en termes de design et d'architecture, l'équipe de conception visite différents lieux, dont l'abbaye de Villers, l'abbaye d'Aulne et l'abbaye Notre-Dame d'Orval,. Ces visites ont pour but d'observer l'architecture de ces bâtiments afin de pouvoir être intégrés à l'extérieur de Danse macabre. La composition musicale Danse macabre, que le public pouvait également entendre dans Spookslot, constitue le leitmotiv du spectacle principal. Diverses pièces de décors de Spookslot servent de source d'inspiration et sont réutilisées dans Danse macabre.

## Histoire
Le 24 janvier 2022, le directeur d'Efteling annonce dans une interview au Brabants Dagblad que Spookslot sera fermé définitivement à l'été 2022,. Efteling souhaitant que le thème soit sauvegardé, l'attraction devait être effrayante. Diverses options ont été évaluées au sein de l'équipe de conception, comme un restaurant à thème et un théâtre. Les concepteurs sont vite parvenus à la conclusion que cela devait être une attraction. En mai 2022, Efteling annonce la construction de Danse macabre grâce à une vidéo,. La construction commence immédiatement après la démolition de Spookslot. Efteling réalise un documentaire sur les coulisses de la période de construction. À l'extérieur de l'attraction, un point de restauration, In den Swarte Kat, et un bloc sanitaire, De Laetste Hoop, sont érigés sur le même thème. Tous deux ouvrent leurs portes le 1er juillet 2023. La structure atteint son point culminant le 1er février 2024. Le 13 septembre, Efteling annonce que le chef d'orchestre Joseph Charlatan sera visible lors du spectacle principal. Un dessin de conception est divulgé. Le chef d'orchestre a été imaginé autrefois par Ton van de Ven pour une extension de Spookslot, mais il n'a pas été possible de la concretiser. Quarante-six ans plus tard, le chef d'orchestre est réalisé pour Danse macabre. Trois animatroniques apparaissent lors de publications par le parc : le chef d'orchestre, un musicien à cordes et un pianiste. Le spectateur observe également pour la première fois le système de l'attraction en action. Environ un mois avant l'ouverture, les travaux de construction d'un nouveau Holle Bolle Gijs en bordure de la plaine de l'abbaye commencent. Ce nouveau Holle Bolle Gijs remplace Matroos Gijs, démoli en même temps que Spookslot. En octobre, son remplaçant est présenté comme Broeder Gijs (frère Gijs en français), nommé et décoré à l'image d'un moine. Une publicité télévisée est diffusée pour promouvoir la nouveauté.
En octobre 2024, le groupe néerlandais Epica publie une version metal symphonique du morceau Danse macabre, nommée The Ghost In Me (Danse Macabre), en collaboration avec Efteling.